# Superwoman (Where Were You When I Needed You)
Singles de Stevie Wonder
If You Really Love Me
(1971) Keep on Running
(1972)
Superwoman (Where Were You When I Needed You) est une chanson soul de l'auteur-compositeur-interprète Stevie Wonder, sortie en tant que premier single issu de son album Music of My Mind en 1972. 
Elle constitue son premier single utilisant le synthétiseur TONTO (en) qui marquera la décennie suivante de sa carrière. 

## Contexte
La chanson, tant en termes de sonorité que de durée, marque un virage pour Wonder, qui tente de se construire une identité propre. En effet, depuis le printemps 1971, il est libéré de ses obligations contractuelles avec la Motown : il part à New York où il fait la rencontre Malcolm Cecil (en) et Robert Margouleff (en) avec qui, en trois jours, il créera 17 chansons à l'aide du synthétiseur TONTO (en).   
Wonder peut maintenant trouver une nouvelle maison de disque, mais choisit finalement de rester chez Motown après avoir renégocié son contrat et obtenu le droit de s'autoproduire. Le trio conçoit Music of My Mind qui sort le 3 mars 1972 et où la chanson occupe la deuxième plage.   
Wonder sélectionne Superwoman pour premier single : il sort le 25 avril 1972 chez Tamla (réf. T 54216F).  

### Interprétation
La chanson est construite en deux parties :   
- la première, Superwoman, explique le départ d'une certaine Mary qui souhaite devenir une star en quittant son ancienne vie pour devenir vedette de cinéma. 'Mary' cache en réalité Syreeta Wright dont il vient de se séparer après 18 mois d'union. Dans les paroles 'Mary wants to be a superwoman and try to boss the bull around', 'bull' est une référence à Wonder, liée à son signe zodiacal, Taureau, qu'il utilisera plus tard pour nommer sa société de production.
- la seconde, Where Were You When I Needed You, raconte un Stevie blessé et ses questionnements sur les raisons pour lesquelles Mary n'est pas revenue vers lui quand il l'espérait. Cette seconde partie est une réinterprétation de la chanson Never Dreamed You'd Leave in Summer présente sur son album Where I'm Coming From en 1971.

### Crédits
- Stevie Wonder : voix, chœurs, piano Rhodes, percussions, basse Moog, synthétiseur TONTO (en)
- Buzz Feiten (en) : guitare électrique[7]
- Malcolm Cecil (en), Robert Margouleff (en) : ingénieur du son, producteurs associés[6]

## Classement
| Classement (1972)                                | Meilleure position |
| ------------------------------------------------ | ------------------ |
| États-Unis (Billboard Hot 100)                   | 33                 |
| États-Unis (Billboard Best Selling Soul Singles) | 13                 |

## Accueil
Cash Box la présente en ces termes : "Superwoman, super production, super chanson, super hit : AM et FM, pop/soul et MOR (en)".

## Reprises
Informations issues de SecondHandSongs, sauf mentions contraires.
- Le groupe The Main Ingredient, sur Afrodisiac (en) (1973)
- Ramsey Lewis, sur Les Fleurs (en) (1973)
- Quincy Jones, sur Sounds...and Stuff Like That!! (en) (1978)
- Anita Kerr, sur Anita Kerr Performs Wonders (1979)
- Najee sur Tokyo Blue (en) (1990) puis sur la compilation Overjoyed! (2007)
- Eric Benet, sur la bande originale de la sitcom Living Single (en) (1997)[11]
- George Duke, sur Duke (en) (2005)
- Bob Baldwin (en) sur MelloWonder (2015)